# Holt of the Secret Service

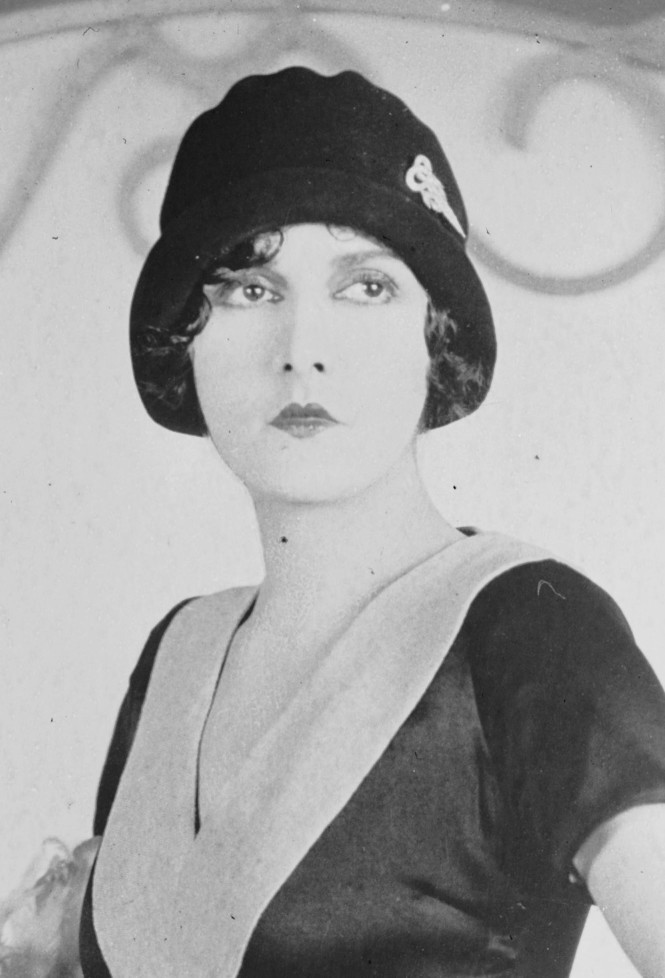
Evelyn Brent, atriz que personifica Kay Drew no seriado.

Holt of the Secret Service é um seriado estadunidense de 1941, gênero policial, dirigido por James W. Horne, em 15 capítulos, estrelado por Jack Holt, Evelyn Brent e John Ward. Foi produzido e distribuído pela Columbia Pictures, e veiculou nos cinemas estadunidenses a partir de 21 de novembro de 1941.
Foi o 16º entre os 57 seriados produzidos pela Columbia Pictures.

## Sinopse
Uma gangue de falsificadores rapta John Severn, o melhor gravador do governo estadunidense, e o força a imprimir dinheiro falso virtualmente indetectável. O Serviço Secreto envia seu melhor agente, Jack Holt, e sua parceira Kay Drew para desbaratar a quadrilha. Holt e seu chefe Malloy decidem tentar passar Holt como Nick Farrel. Disfarçando-se como Sr. e Sra. Farrel, Holt e Drew conseguem se infiltrar na gangue de bandidos. Holt chega até os culpados em um acampamento de bandidos, e a ação se move do esconderijo da gangue em um desfiladeiro perdido para um navio em alto-mar e para um pequeno país em uma ilha, onde a quadrilha espera escapar da extradição dos Estados Unidos. A série (filme) Usual termsbrains pesado é um homem chamado Arnold sorte mas ele esconde por trás da fachada de um dos seus capangas, Quist, para se proteger do Serviço Secreto, e faz com que mais um dos seus homens, Valden, realize o trabalho sujo. A ilha-nação tem seu próprio ditador, que também está tentando se livrar do herói. Durante os 15 episódios, Holt sofre inúmeros perigos, emergindo de todos eles sem nenhum fio de cabelo fora do lugar, e nem uma prega em seu terno.

## Elenco
- Jack Holt … SS Agent Jack Holt/Nick Farrel
- Evelyn Brent … Kay Drew, R49
- Montague Shaw … SS Chefe John W. Malloy
- Tristram Coffin … Ed Valdin
- John Ward … Lucky Arnold
- Ted Adams … Quist
- Joe McGuinn … Crimp Evans
- Edward Hearn … Agente Jim Layton
- Ray Parsons … John Severn, gravador
- Jack Cheatham … Agente Frank
- Stanley Blystone … J. Garrity
- Lynton Brent … Rádio Operador 6X241
- George Chesebro … Rankin
- Franklyn Farnum … Denny
- Pierce Lyden … Capanga
- George Magrill … Capanga
- Jack Perrin … Capanga
- Stanley Price … Dent
- Buddy Roosevelt … Carew
- Harry Tenbrook … Capanga
- Al Thompson … Gambler
- Dale Van Sickel … Slugger
- Walter McGrail ... Capitão do navio (não-creditado)[2]

## Capítulos
1. Chaotic Creek
2. Ramparts of Revenge
3. Illicit Wealth
4. Menaced by Fate
5. Exits to Terror
6. Deadly Doom
7. Out of the Past
8. Escape to Peril
9. Sealed in Silence
10. Named to Die
11. Ominous Warnings
12. The Stolen Signal
13. Prison of Jeopardy
14. Afire Afloat
15. Yielded Hostage

## Produção
Neste seriado, Jack Holt atuou com todos os truques que ele tinha usado no cinema mudo e cinema sonoro. O produtor Larry Darmour sentiu que o seriado foi feito para adultos e não para crianças, tornando-o emocionante e lógico, mas nunca impossível. Ele também sentiu que este era o primeiro filme com o nome de atores no título.